# وليام هنري كوفين

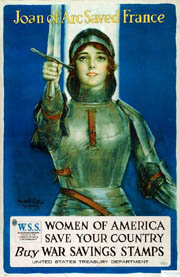
من أعماله:جان دارك تحمي فرنسا:ملصق يصور جان دارك تحمل سيفًا، أصدرته الولايات المتحدة ضمن تحالفها مع فرنسا أثناء الحرب العالمية الأولى

وليام هنري كوفين (بالإنجليزية: William Haskell Coffin)‏ المعروف أيضا باسم وليام هاسكل كوفين أو هاسكل كوفين (1878 في تشارلستون (كارولاينا الجنوبية)-1941 في سانت بيترسبرغ، فلوريدا منتحرًا) هو رسام أمريكي، وغالبًا ما كان يرسم أعمالًا تجارية.

## مصدر
http://curtispublishing.com/bios/Coffin.shtml